# Меня зовут Кожа (повесть)
«Меня зовут Кожа́» — повесть Сокпакбаева Бердибека на казахском языке, написанная в 1957 году. По повести в 1963 году был снят одноимённый фильм. Книжка (предварительное название «Өзім туралы повесть»/Повесть обо мне) об озорном и шаловливом школьнике по имени Кожа́, который всё время попадает в разные смешные, но неприятные для себя ситуации. Повесть была опубликована в переводе на русский язык издательством «Детская литература», а затем переведена с русского и издана в различных странах на 68 языках.